# Busca una Mujer
Albums de Luis Miguel
Soy Como Quiero Ser
(1987) 20 Años
(1990)
Singles
Busca una mujer (français : Cherche une femme), ou communément appelé Un Hombre Busca Una Mujer (français : Un homme cherche une femme), est le sixième album studio du chanteur mexicain Luis Miguel. Il a été produit par Juan Carlos Calderón et est sorti le 25 novembre 1988, en tant que deuxième album sorti avec Warner Music. Le premier single était La Incondicional, qui a passé sept mois dans le top 10 de nombreux charts en Amérique latine. Le succès de ce single a presque éclipsé les autres sortis de l'album (Fría Como El Viento, Culpable O No (Mienteme Como Siempre), Un Hombre Busca Una Mujer, Esa Niña, Por Favor Señora, El Primero et Separados). Le titre était simplement « Busca Una Mujer », car le nom de l'artiste le complétait (c'est-à-dire qu'il signifiait Luis Miguel Busca Una Mujer).
Le clip du single La Incondicional a été réalisé par Pedro Torres, et a été l'une des premières superproductions présentées au Mexique. L'histoire est celle d'un homme qui sert dans l'armée de son pays et qui se sépare de l'amour de sa vie. La vidéo était un peu choquante pour les fans car le look de Luis Miguel à l'époque était les cheveux mi-longs, et dans la vidéo il a un look militaire avec des cheveux très courts. Le single figure au troisième rang du palmarès des meilleurs titres latinos de fin d'année 1989.

## Contexte
En 1988, la musique en espagnol a connu une métamorphose, allant de la pop au soi-disant rock en tu idioma (rock dans ta langue), donnant un aperçu du visage de la musique latine de la décennie suivante. Le rock mexicain, comme (Caifanes par exemple, ou argentin, Soda Stereo et Enanitos Verdes entre autres, et également espagnol, représenté notamment par Nacha Pop et Radio Futura, amène une vague d'alternatives d'artistes qui définiront une époque,. 
La ballade romantique, a donné ses lettres de noblesse à une pop qui a séduit par des paroles et des mélodies. La place est occupée aussi bien par des jeunes comme Timbiriche ou Flans) que par des artistes plus adultes, Miguel Bosé, Emmanuel ou encore Mecano, et c'est là que Luis Miguel apparaît avec un son différent de celui qui l'avait rendu célèbre en Amérique latine durant ses premières années. Héritier d'interprètes masculins de renom tels que Julio Iglesias, José José, Juan Gabriel, Camilo Sesto et Raphael, et contemporain des nouvelles valeurs latino-américaines de la chanson comme Chayanne, Luis Miguel avait conquis l'Amérique latine dès son enfance grâce à sa voix puissante, sa présence et son jeu de scène, mais beaucoup craignaient que le changement d'âge n'affecte son niveau, ce qui ne s'était pas produit avec le changement de voix entre l'enfance et l'adolescence, et qui n'a pas affecté sa performance entre l'adolescence et son passage à l'âge adulte, qui l'a vu publier le succès Soy Como Quiero Ser en 1987.

## Clip «La incondicional
Le clip de La incondicional, réalisé para Pedro Torres, qui a déjà tourné deux autres vidéos musicales de Miguel, est la première « superproduction » mexicaine. Dans une ambiance « Top Gun, l'œuvre raconte la séparation d'un jeune couple parce que l'homme part servir son pays. Le clip comprend l'une des scènes les plus emblématiques de la pop latino-américaine, la coupe de cheveux de Luis Miguel.
Le tournage a eu lieu au Heroico Colegio Militar de México (en), un cadre choisi pour avoir un ton très réaliste. Mais il n'est pas facile d'enregistrer à l'institution, car le chanteur doit se soumettre aux mêmes règles que n'importe quel soldat. Ainsi, le musicien « a sauté d'une plate-forme de 10 mètres pour un plongeon, a descendu en rappel un immeuble et a vécu la vie d'un militaire », se souvient Pedro Torres. La star de la musique romantique a exécuté chaque commande à la lettre. Cependant, le grand problème est apparu lorsqu'il a appris que parmi les demandes du secrétaire à la Défense, Antonio Riviello Bazán, il y avait une règle obligatoire, la coupe de cheveux,.
« Au début, il a refusé catégoriquement », a rappelé le producteur. Il ne voulait tout simplement pas laisser de côté sa coiffure particulière, signe de distinction parmi ses millions d'adeptes. Parmi toutes les anecdotes du tournage, qui a duré quatre jours entre les enregistrements du collège et ceux de l'école de l'armée de l'air de Sainte-Lucie, celle concernant la coupe de cheveux est la plus stressante et celle qui est la plus tendue,.

## Accueil et héritage
L'album est devenu une référence pour la pop des années 1980, et en même temps, un aperçu des nouvelles tendances en matière de ballades, et la façon de se connecter avec les nouvelles générations de la fin du siècle, Luis Miguel sera la plus grande figure de cette période historique, et Busca Una Mujer lui permettra sans aucun doute de compléter le parcours musical, lyrique et artistique que tout chanteur désire ardemment face aux changements d'âge, de temps et d'horizon. Mais c'était La incondicional, le single idéal pour un artiste et son album, la ballade idéale pour un artiste et son public, qui est devenu un hymne chargé de magie, de force et d'énergie qui va définir le chanteur et son public dans une relation de complicité et sera considéré comme la grande ballade en espagnol de la décennie.

## Liste des pistes
Adapté d'AllMusic.
| Busca una mujer | Busca una mujer                                                   | Busca una mujer                           | Busca una mujer | Busca una mujer | Busca una mujer | Busca una mujer | Busca una mujer | Busca una mujer | Busca una mujer |
| No              | Titre                                                             | Auteur                                    | Durée           |                 |                 |                 |                 |                 |                 |
| --------------- | ----------------------------------------------------------------- | ----------------------------------------- | --------------- | --------------- | --------------- | --------------- | --------------- | --------------- | --------------- |
| 1.              | « Fría como el viento » (Reach Out I'll Be There)                 | Juan Carlos Calderóna                     | 3:53            |                 |                 |                 |                 |                 |                 |
| 2.              | « Esa niña » (Duo avec Laura Branigan)                            | Juan Carlos Calderón                      | 4:05            |                 |                 |                 |                 |                 |                 |
| 3.              | « Culpable o no » (I Only Want to Be With You)                    | Juan Carlos Calderón                      | 3:55            |                 |                 |                 |                 |                 |                 |
| 4.              | « Un hombre busca una mujer » (You Don't Have to Say You Love Me) | Juan Carlos Calderón / Luis Gómez-Escolar | 3:29            |                 |                 |                 |                 |                 |                 |
| 5.              | « La incondicional »                                              | Juan Carlos Calderón                      | 4:25            |                 |                 |                 |                 |                 |                 |
| 6.              | « Separados » (Only You)                                          | Juan Carlos Calderón / Luis Gómez-Escolar | 3:35            |                 |                 |                 |                 |                 |                 |
| 7.              | « Por favor señora » (Duo avec Rocío Banquells)                   | Juan Carlos Calderón                      | 3:58            |                 |                 |                 |                 |                 |                 |
| 8.              | « Pupilas de gato » (Love Me with All Your Heart)                 | Luna Fría                                 | 3:57            |                 |                 |                 |                 |                 |                 |
| 9.              | « El primero »                                                    | Juan Carlos Calderón                      | 3:11            |                 |                 |                 |                 |                 |                 |
| 10.             | « Soy un perdedor » (All by Myself)                               | Tito Duarte                               | 4:11            |                 |                 |                 |                 |                 |                 |
| 39:21           |                                                                   |                                           |                 |                 |                 |                 |                 |                 |                 |